# Ernst Noack
Carl Friedrich Ernst Noack oder Karl Friedrich Ernst Noack (* 12. Juni 1861 in Dresden; † 14. September 1925 ebenda;) war ein deutscher Zimmermeister, Bauunternehmer und Landespolitiker (DVP). Er gehörte dem sächsischen Landtag ab 1920 bis zu seinem Tod an.

## Leben und Wirken
Nach Absolvierung der Bauschule übernahm Noack das väterliche Baugeschäft. Mit dem Architekten Richard Schleinitz betrieb Noack um jene Jahrhundertwende das gemeinsame Büro Schleinitz & Noack. 1905 wurde er königlich sächsischer Hofzimmermeister und baute um jene Zeit das Drehgerüst in der Kuppel der Frauenkirche zur Erneuerung der Kuppelmalerei. Noack zeigte 1906 auf der 3. Deutschen Kunstgewerbeausstellung in Dresden die von ihm mit Kastenquerschnitten entworfene und gebaute Kunstindustriehalle und erhielt eine Staatsmedaille. 1908 errichtete er für Josef Graf von Schall-Riaucour das sogenannte Putzkauer „Jagdschloss“, ein aus schwedischer Fichte gebautes Blockhaus. 1912 wurde er Obermeister der Dresdner Baumeisterinnung.
Im Jahr 1922 erfolgte seine Ernennung zum Ratszimmermeister. Noack realisierte u. a. „musterhafte Großprojekte“ in Dresden, so die Festhalle für das 13. Deutsche Bundesschießen 1900, die Interimsbrücke über die Elbe 1904–1911 und die Festhalle für das I. Sächsische Sängerbundesfest 1925.
In den zeitgenössischen Adressbüchern als Architekt und Baumeister bezeichnet führte Noack sein Bauunternehmen als Ernst Noack, Zimmermeister, Büro für Architektur und Bauausführung in Dresden; Sitz des Unternehmens war das ihm gehörende Haus Fröbelstraße 101.
Noack gehörte als Abgeordneter der DVP für den sächsischen Wahlkreis 1 in Dresden den Landtagen der 1.  (1920–1922) und 2. Wahlperiode (1922–1926) an. Nach seinem vorzeitigen Tod wurde er am 17. November 1925 rückte für ihn der Abgeordnete Richard Johannes Hartwig für den Rest der Legislaturperiode nach.

## Bauten (Auswahl)

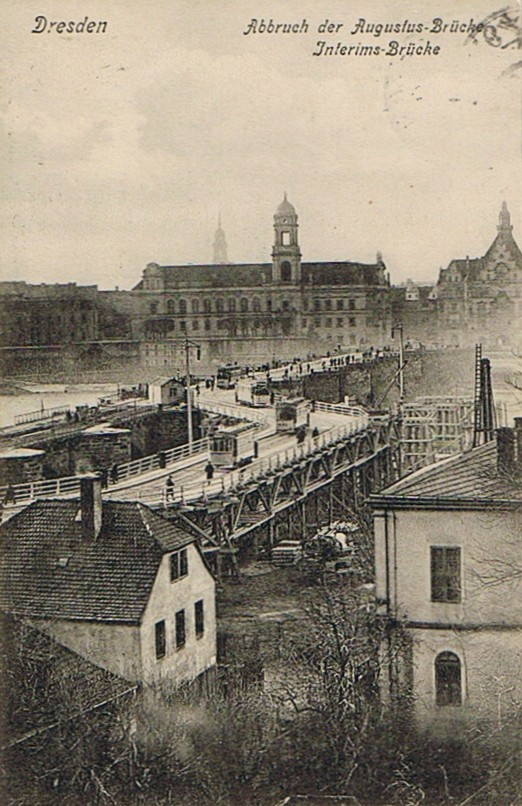
Abbruch der Augustusbrücke und Interimsbrücke (1907)

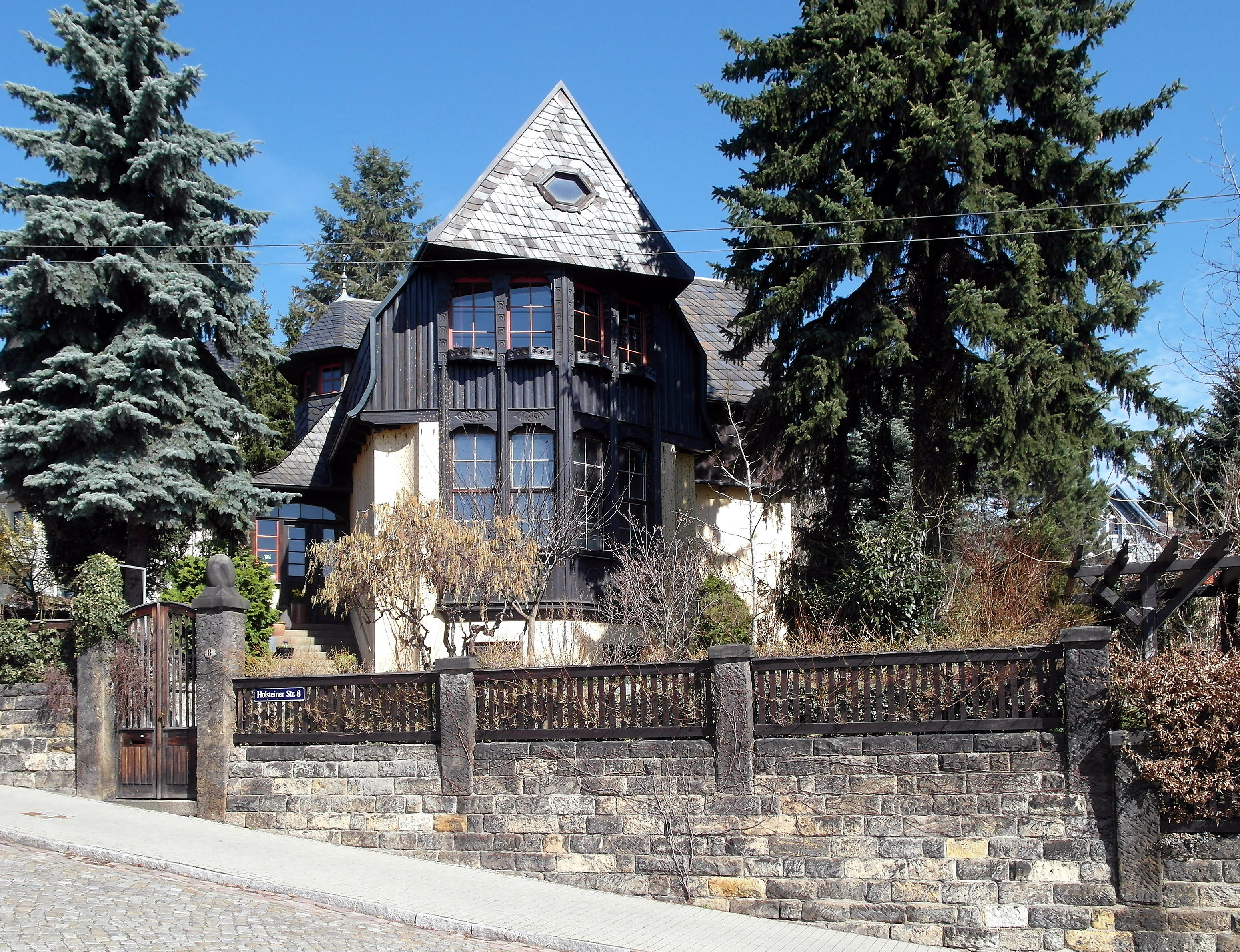
Wohnhaus Noack in der Villenkolonie Kemnitz

- 1897–1898: Bootshaus des Rudervereins in Dresden-Blasewitz (zusammen mit Richard Schleinitz)[11]
- 1900: Festhalle für das Bundesschießen in Dresden
- 1904–1911: Interimsbrücke über die Elbe (während des Neubaus der Augustusbrücke)
- um 1905: Drehgerüst in der Kuppel der Frauenkirche Dresden zur Erneuerung der Kuppelmalerei
- Wohnhaus in Holzbauweise als Ausstellungsobjekt auf der 3. Deutschen Kunstgewerbeausstellung in Dresden (Entwurf von Oswin Hempel; nach 1906 in erweiterter Form als eigenes Wohnhaus Noacks in der Villenkolonie Kemnitz, Holsteiner Straße 8, wiedererrichtet; unter Denkmalschutz)[12]
- 1908: Putzkauer „Jagdschloss“[13][14]
- ab 1915: Verwaltungsgebäude der Gewerbekammer Dresden, Grunaer Straße 50 in Dresden (nach Richard Schleinitz’ Tod durch Noack vollendet)
- 1925: Festhalle für das 1. Sächsische Sängerbundesfest

## Auszeichnungen
- 1877: Silberne Medaille der Gewerbeschule des Gewerbevereins Dresden (zeitgleich mit Richard Schleinitz)[15]
- Sächsischer Hoflieferant
- 1906: Staatsmedaille der 3. Deutschen Kunstgewerbeausstellung in Dresden
- königlich sächsischer Albrechts-Orden (Ritter 1. Klasse)[16]
- königlich sächsisches Kriegsverdienstkreuz[16]